# دانيال ارتشر
دانيال ارتشر (بالإنجليزية: Daniel Archer)‏ (17 يونيو 1939 في أستراليا - ) هو لاعب كريكت أسترالي. لعب مع فريق تسمانيا للكريكت.

## وصلات خارجية
- دانيال ارتشر على موقع إي آس بي آن كريك إنفو (الإنجليزية)